# Candy (przedsiębiorstwo)
Candy S.p.A. (zapis stylizowany: CANDY) – włoska grupa przemysłowa produkująca sprzęt AGD, głównie pod marką Candy. W 1995 roku Candy przejęła w Europie markę Hoover.
Firma Candy została założona w 1945 roku przez rodzinę Fumagalli, która do dziś jest właścicielem grupy. Za początek istnienia marki uznaje się wyprodukowanie pralki model 50. Była to pierwsza pralka całkowicie włoskiej produkcji. Siedziba główna grupy mieści się w Brugherio we Włoszech.

## Historia[1]
- 1945 – Eden Fumagalli(inne języki) wraz z synami Peppino(inne języki), Enzo i Niso zakładają firmę Candy i w tym samym roku w Mediolanie rusza sprzedaż pralek ich produkcji
- 1957 – firma prezentuje pralkę półautomatyczną z funkcją płukania i wirowania
- 1958 – Candy wypuszcza na rynek swoją pierwszą w pełni automatyczną pralkę
- 1970 – Candy przejmuje La Sovrana i włoski oddział Kelvinatora
- 1970 – firma otrzymuje nagrodę Golden Compass(inne języki) za model CANDYzionatore C23 zaprojektowany przez Joe Cesare’a Colombo(inne języki)
- 1981 – Candy wypuszcza na rynek model T3 – pierwszą zamrażarkę z 3 komorami o 3 różnych temperaturach
- 1985 – do grupy dołącza Zerowatt(inne języki) i Gasfire
- 1995 – przejęcie marki Hoover na Europę
- 2005 – Candy przejmuje firmę Viatka
- 2006 – przejęcie firmy Jinling
- 2007 – do grupy dołącza Susler
- 2019 – przejęcie firmy przez Haier
- 2024 – rebranding Candy

## Marki wchodzące w skład grupy Candy
1. Candy
2. Zerowatt – od 1985 r.
3. Rosieres – od 1987 r.
4. Otsein – od 1992 r.
5. Iberna – od 1993 r.
6. Hoover (oddział europejski) – od 1995 r.
7. Vyatka – od 2005 r.
8. Jinling – od 2006 r.

## Candy w liczbach
- Obrót: 1,054 miliarda euro rocznie
- Produkcja: 6,7 miliona jednostek rocznie
- Udział poszczególnych produktów w produkcji:
  - pralki i zmywarki: 56%
  - chłodziarki i zamrażarki: 17,2%
  - piecyki i kuchenki: 14,5%
  - odkurzacze: 11,8%
- Zatrudnienie w poszczególnych regionach w procentach:
  - Unia Europejska: 60,6%
  - Włochy: 38,3%
  - reszta: 1,1%

## Candy w Polsce
Siedziba spółki mieści się przy Alejach Jerozolimskich w Warszawie.